# Cristo de la Vera Cruz (Urda)
El Santísimo Cristo de la Vera Cruz, también conocido como Cristo de Urda, es una imagen religiosa de Jesucristo venerada en la localidad de Urda, en la provincia de Toledo, Castilla-La Mancha, España. La devoción a esta imagen es de gran importancia en la región, y cada año miles de fieles acuden en peregrinación para rendirle culto.

## Historia
La talla del Cristo de la Vera Cruz data del siglo XVI y se atribuye al escultor Luis de Villoldo, quien realizó la imagen en madera policromada. Desde sus inicios, la imagen ha sido objeto de una profunda veneración, convirtiéndose en uno de los principales iconos religiosos de Castilla-La Mancha.
La devoción al Cristo de Urda se consolidó con el paso de los siglos, y su festividad fue adquiriendo cada vez mayor relevancia. En 2001, la festividad del Santísimo Cristo de Urda fue declarada Fiesta de Interés Turístico Regional debido a la gran afluencia de peregrinos y la importancia de las celebraciones.

## Descripción de la imagen
La imagen del Stmo. Cristo de la Vera Cruz representa a Jesucristo cargando con la cruz camino del calvario, en posición de caminante dando ejemplo a tantos peregrinos que llegan para postrase a sus pies con peticiones y gracias. Tiene una expresión serena, majestuosa, con una mirada de amor misericordioso. La talla destaca por su realismo y la minuciosidad en los detalles anatómicos, especialmente en el rostro y las manos. Se encuentra en la Basílica del Santísimo Cristo de Urda.

## Culto y festividades
El Cristo de la Vera Cruz es una de las peregrinaciones más importantes en Castilla-La Mancha. Cada año, miles de peregrinos acuden a Urda en los días previos al 29 de septiembre, fecha en la que se celebra su festividad principal. Durante estos días, se organizan diversas celebraciones litúrgicas, procesiones y actos de veneración.
Las celebraciones comienzan el 27 de septiembre y concluyen el 1 de octubre, atrayendo a peregrinos de toda España e incluso del extranjero. La procesión del día 29 es el momento culminante, cuando la imagen es llevada en su carroza triunfal (barca) por las calles de la localidad.

## La Basílica del Santísimo Cristo de Urda
El templo que alberga la imagen del Cristo de la Vera Cruz fue elevado a la categoría de Basílica menor en 1994 por el Papa Juan Pablo II. La basílica es un importante centro de peregrinación y cuenta con una arquitectura sobria, destacando su retablo principal y la capilla donde se encuentra la imagen del Cristo.